# Eutinteria

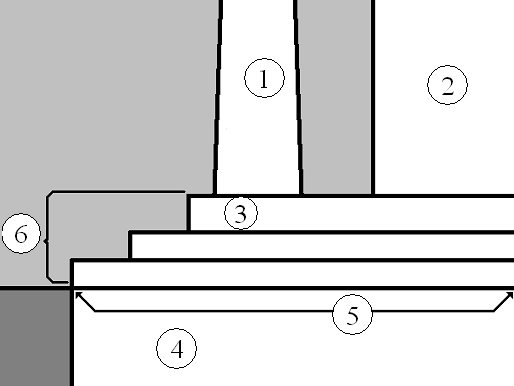
Partes inferiores de un templo antiguo. 1: columna. 2: muro 3: estilóbato o toicobato. 4: estereobato. 5: eutinteria. 6: crepidoma.

Eutinteria  (en griego antiguo: ἡ εὐθυντηρία, nombre femenino, del verbo euthynein, ‘rectificar’) es el término griego antiguo para la hilada superior de los cimientos de un edificio, que emerge parcialmente de la línea del suelo. La superestructura del edificio (estilóbato, columnas, paredes y entablamento) se colocaban sobre las eutinterias. Los arqueólogos y arquitectos utilizan el término en el tratamiento de la arquitectura clásica.